# Shon Mi-na
Shon Mi-Na (8 de outubro de 1964) é uma ex-handebolista sul-coreana. campeã olímpica.
Fez parte da geração de ouro sul-coreana, medalha de ouro, em Seul 1988.